# ヂェチヌフ (オトフォツク郡)
ヂェチヌフ（Dziecinów）は、ポーランドのマゾフシェ県オトフォツク郡にある村。人口は704人。ワルシャワの南南東約33kmに位置する。村の西をヴィスワ川が流れる。

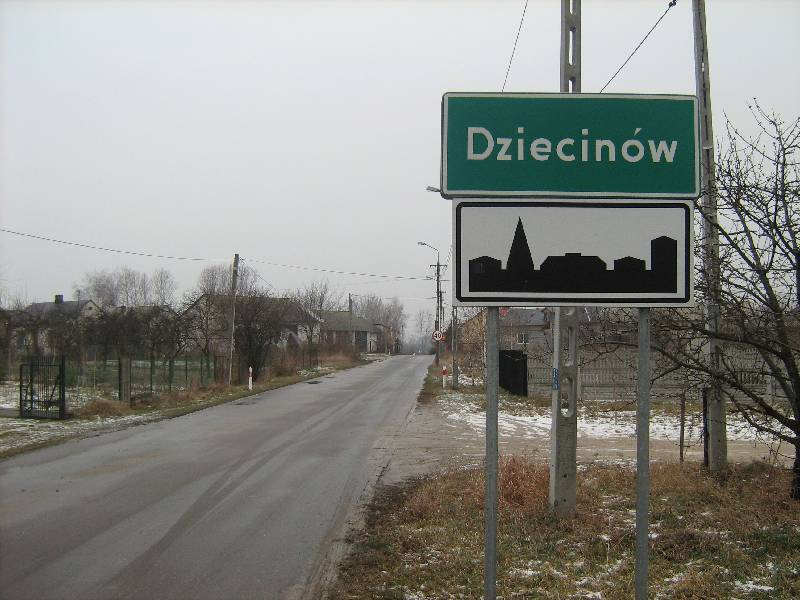